# ラファエル・サストレ
ラファエル・サストレ・レウス（Rafael Sastre Reus, 1975年10月20日 - ）は、スペイン・パルマ・デ・マヨルカ出身の元サッカー選手。現役時代のポジションはDF（右サイドバック）。

## 経歴
1999年から2シーズンの間、セグンダ・ディビシオンBのカディスCFに在籍した。2001年にスポルティング・ヒホンに移籍し、セグンダ・ディビシオンでは250試合以上に出場している。2008-09シーズンはクラブがプリメーラ・ディビシオンに昇格したため、自身初のプリメーラでのプレーとなった。

## 所属クラブ
- 1997-1999  RCDマジョルカB
- 1999-2001  カディスCF
- 2001-2011  スポルティング・ヒホン
- 2011-2012  SDウエスカ
- 2012-2013  CDアトレティコ・バレアレス